# سایه سلطان
سایه سلطان عنوان مجموعه تلویزیونی کمدی و با درونمایه طنز است که از شبکه دو سیمای جمهوری اسلامی ایران در سال ۱۳۹۱ پخش می‌شد.

## خلاصه داستان
داستان این مجموعه در سه دوره گذشته، حال، آینده اتفاق می‌افتد. داستان این مجموعه از سال ۱۲۹۰ تا ۱۴۲۰ شمسی اتفاق می‌افتد. در مجموعه سایه سلطان زندگی شخصیت تاریخی به نام مسعود میرزا ظل‌السلطان، پسر بزرگ ناصرالدین شاه و والی مستبد اصفهان، روایت و فضای ۱۲۰ سال پیش و سال‌های آینده به تصویر کشیده می‌شود؛ جایی که بشر به فناوری‌های پیشرفته و شگفت‌انگیز دست یافته است.در اين سريال ظل السلطان طى حادثه اى از سال ١٢٩٠ به صد سال بعد (زمان حال) سفر مى كند و...

## عوامل

### بازیگران ایرانی
- بهزاد فراهانی در نقش ظل السلطان
- هوشنگ حریرچیان
- یوسف تیموری
- شهرام قائدی
- بابک انصاری
- اسماعیل موحدی
- شراره رخام
- مریم امینی
- محمدعلی میاندار
- سعید محقق
- حسین جریره

### بازیگران لبنانی
- مجدی مشموشی
- رانیا سلوان
- ماریتا رز